# Sitaris rufipes
Sitaris rufipes là một loài bọ cánh cứng trong họ Meloidae. Loài này được Gory miêu tả khoa học năm 1841.